# Astronom (Vermeer)
Astronom (nizozemsky De astronoom) je barokní portrétní obraz nizozemského malíře Jana Vermeera namalovaný kolem roku 1668. Jedná se o olejumalbu na plátně s rozměry 51 cm × 45 cm. Obraz je uložen v Louvru. Představuje astronoma.
Portréty vědců byly oblíbeným tématem holandského malířství 17. století. Vermeer krom tohoto obrazu namaloval ještě obraz Geograf a předpokládá se, že oba tyto obrazy vyobrazují stejného muže, přičemž to může být Antoni van Leeuwenhoek. V roce 2017 bylo prokázáno, že plátna pro oba obrazy jsou ze stejného materiálu.
Astronom se dívá na nebeský glóbus (od Jodoca Hondiuse). Na stole má také knihu, a to dílo Institutiones Astronomicae Geographicae Holanďana Adriaana Metia z roku 1621.

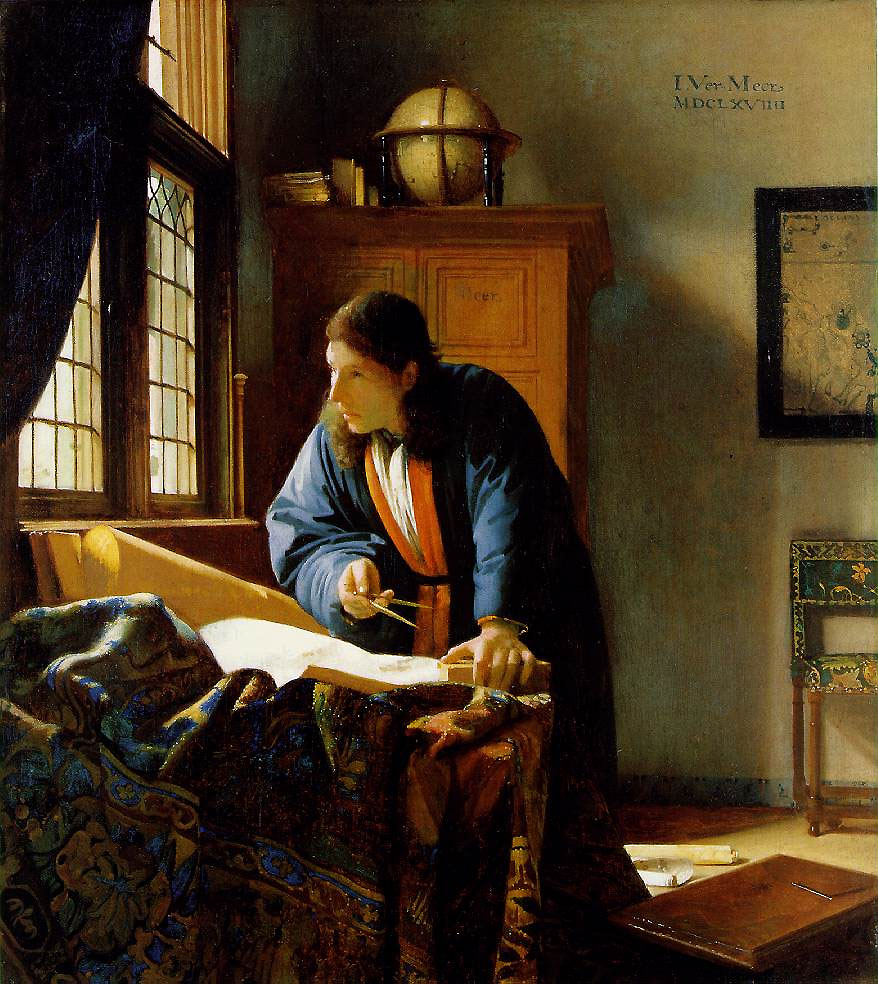
Malba Geograf stejného malíře

## Provenience
Dne 27. dubna 1713 byl tento obraz společně s obrazem Geograf v Rotterdamu prodán, a to neznámému sběrateli, přičemž tímto kupcem mohl být Hendrik Sorgh. V jeho pozůstalostech byly totiž dne 28. března 1720 při prodeji jeho majetku nalezeny i obrazy Astronom a Geograf.
Od roku 1983 je vystaven v pařížském Louvru.